# Bob Kommer Studio's
Bob Kommer Studio's is een van de langstbestaande geluidsstudio's van Nederland. Het bedrijf is opgericht in 1952 door de heer Kommer. Het heeft de hele geschiedenis van 16mm, 35mm film, dia tot en met de huidige videonormen meegemaakt. Tot 1996 bestond het uit een productie- en een facilitair gedeelte. Het productiegedeelte is in 1996 opgehouden te bestaan en Ronald en Jeroen Nadorp hebben het facilitaire gedeelte nieuw leven ingeblazen.
De studio is vooral bekend om het maken van geluid bij animatiefilms van onder andere Paul Driessen, veel series voor Villa Achterwerk en veel films van de producent il Luster. In 2004 werden zij zelfs genomineerd voor een Gouden Kalf voor beste geluid. Daarnaast verzorgt Bob Kommer Studio's al meer dan 20 jaar het 6-kanaals surround geluid van Omniversum en andere IMAX-theaters in Europa. Naast diverse geluidsstudio's is er ook een videostudio aanwezig.
Ook worden de studio's gebruikt voor het inspreken van luisterboeken. onder andere bekende schrijvers als Yvonne Keuls, Judith Visser en Bart Chabot hebben daar de audioversie van hun boeken opgenomen.